# ELLEGARDEN BEST 1999-2008
『ELLEGARDEN BEST 1999-2008』（エルレガーデン ベスト）は、2008年7月2日に発売されたELLEGARDEN初のベストアルバム。

## 概要
1998年の活動開始から発表されたシングル・アルバムから選ばれた21曲が収録されており（ただし2001年発表以前の音源からは収録されていない）、全曲リマスタリングが施されている。「風の日」と「Middle Of Nowhere」と「Supernova」に関しては、iTunesでのみ配信されたUSバージョンでの収録である。
また、フォト・ブックレット付きのBOX仕様となっている。
「The Autumn Song」と「Mr.Feather」はアルバム初収録である。

## 収録曲
1. My Favorite Song
『DON'T TRUST ANYONE BUT US』（2002年）収録。
2. 風の日
『DON'T TRUST ANYONE BUT US』（2002年）収録。
3. Middle Of Nowhere
『DON'T TRUST ANYONE BUT US』（2002年）収録。
4. (Can't Remember) How We Used To Be
『My Own Destruction』（2002年）収録。
5. ジターバグ
『BRING YOUR BOARD!!』（2003年）収録。
6. 金星
『BRING YOUR BOARD!!』（2003年）収録。
7. So Sad
『BRING YOUR BOARD!!』（2003年）収録。
8. Supernova
『Pepperoni Quattro』（2004年）収録。
9. スターフィッシュ
『Pepperoni Quattro』（2004年）収録。
10. Make A Wish
『Pepperoni Quattro』（2004年）収録。
11. Pizza Man
『Pepperoni Quattro』（2004年）収録。
12. Red Hot
『RIOT ON THE GRILL』（2005年）収録。
13. 虹
『RIOT ON THE GRILL』（2005年）収録。
14. Marry Me
『RIOT ON THE GRILL』（2005年）収録。
15. Missing
『RIOT ON THE GRILL』（2005年）収録。
16. The Autumn Song
「Missing」（2004年）収録。
17. Fire Cracker
『ELEVEN FIRE CRACKERS』（2006年）収録。
18. Space Sonic
『ELEVEN FIRE CRACKERS』（2006年）収録。
19. Salamander
『ELEVEN FIRE CRACKERS』（2006年）収録。
アルバムバージョンが収録されている。
20. Mr.Feather
「Space Sonic」（2005年）収録。
21. 高架線
『ELEVEN FIRE CRACKERS』（2006年）収録。